# George Whitefield

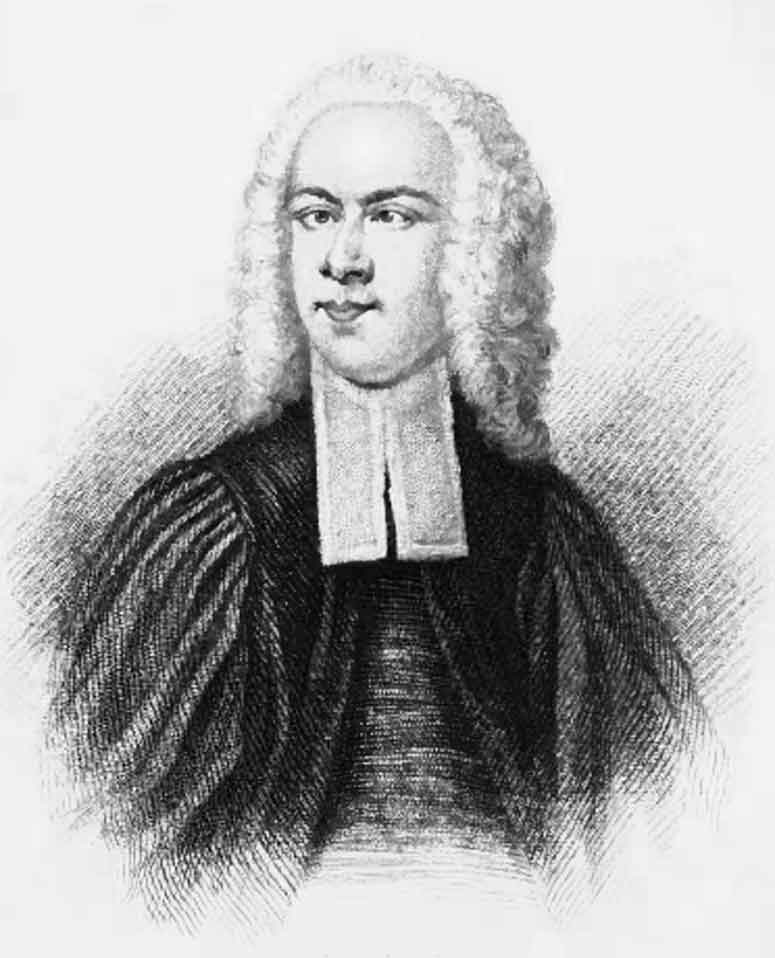
George Whitefield

George Whitefield, znany również jako George Whitfield (ur. 27 grudnia [16 według kal. jul.] 1714 w Gloucester, Anglia, zm. 30 września 1770 w Newburyport, Massachusetts) – anglikański duchowny, kaznodzieja, jeden z założycieli metodyzmu oraz prekursor ruchu ewangelikalnego.

## Życiorys
Wraz z braćmi Johnem i Charlsem Wesleyami był wiodącą postacią pierwszego wielkiego przebudzenia w Wielkiej Brytanii i w koloniach Ameryki Północnej. Ich drogi rozeszły się później z powodów doktrynalnych, gdyż podobnie jak jego rówieśnik i przyjaciel Jonathan Edwards był zwolennikiem nauki o predestynacji pochodzącej z kalwińskiej teologii i na tym tle doszło między nimi do nieporozumienia.
Był prawdopodobnie najbardziej znanym kaznodzieją w Wielkiej Brytanii i Ameryce Północnej w XVIII wieku oraz jedną z najbardziej znanych osobistości życia publicznego w kolonialnej Ameryce. Jego styl wygłaszania kazań był niezwykle teatralny, a struktura samych kazań, poprzez częste użycia dialogów i monologów nosi widoczne inspiracje dramatem, np. w „Abraham Offering Up His Son Isaac”.
Kazanie wspomnieniowe na jego pogrzebie wygłosił John Wesley, wraz z którym obecnie uznawani są za dwa filary przebudzenia w XVIII wieku.